# 7699 Božek
7699 Božek este un asteroid din centura principală de asteroizi.

## Descriere
7699 Božek este un asteroid din centura principală de asteroizi. A fost descoperit pe 2 februarie 1989 la Observatorul Kleť de Antonín Mrkos. Asteroidul prezintă o orbită caracterizată de o semiaxă mare de 2,39 ua, o excentricitate de 0,16 și o înclinație de 5,7° în raport cu ecliptica.